# 3538 Nelsonia
A 3538 Nelsonia (ideiglenes jelöléssel 6548 P-L) a Naprendszer kisbolygóövében található aszteroida. Cornelis Johannes van Houten,  Ingrid van Houten-Groeneveld,  Tom Gehrels fedezte fel 1960. szeptember 24-én.